# Artaserse (Vinci)
Artaserse è un dramma per musica in tre atti di Leonardo Vinci su libretto di Pietro Metastasio. L'opera fu rappresentata per la prima volta in Roma (Teatro delle Dame), il 4 febbraio 1730.

## Cast della prima
| Personaggio                                                              | Registro vocale                | Interprete, 4 febbraio 1730     |
| ------------------------------------------------------------------------ | ------------------------------ | ------------------------------- |
| Artaserse principe e poi re di Persia amico d'Arbace ed amante di Semira | soprano castrato               | Raffaele Signorini              |
| Mandane sorella di Artaserse ed amante d'Arbace                          | soprano castrato (in travesti) | Giacinto Fontana ("Farfallino") |
| Artabano prefetto delle guardie reali, padre di Arbace e di Semira       | tenore                         | Francesco Tolve                 |
| Arbace amico d'Artaserse ed amante di Mandane                            | soprano castrato               | Giovanni Carestini              |
| Semira sorella d'Arbace ed amante d'Artaserse                            | soprano castrato (in travesti) | Giuseppe Appiani                |
| Megabise generale dell'armi e confidente d'Artabano                      | contralto castrato             | Giovanni Ossi                   |

## Struttura musicale
L'opera è orchestrata per 2 trombe, 2 corni, 2 oboi, violini primi e secondi, viole, timpani e basso continuo.

### Overture
Artaserse si apre con un'overture in stile italiano (sinfonia) in tre movimenti (veloce-lento-veloce, in questo caso allegro, grave e minuetto).

### Atto I
- Aria Mandane Conservati fedele
- Aria Arbace Fra cento affanni e cento
- Aria Artabano Su le sponde del torbido Lete
- Aria Artaserse Per pietà bell'idol mio
- Aria Megabise Sogna il guerrier le schiere
- Aria Semira Bramar di perdere
- Aria Artaserse Deh respirar lasciatemi
- Aria Artabano Non ti son padre
- Aria Semira Torna innocente e poi
- Aria Mandane Dimmi che un empio sei
- Aria Arbace Vo solcando un mar crudele

### Atto II
- Aria Artaserse Rendimi il caro amico
- Aria Arbace Mi scacci sdegnato!
- Aria Artabano Amalo e se al tuo sguardo
- Aria Megabise Non temer ch'io mai ti dica
- Aria Mandane Se d'un amor tiranno
- Aria Semira Se del fiume altera onda
- Aria Arbace Per quel paterno amplesso
- Aria Mandane Va' tra selve ircane
- Aria Semira Per quell'affetto
- Aria Artaserse Non conosco in tal momento
- Aria Artabano Così stupisce e cade

### Atto III
- Arioso Arbace Perché tarda è mai la morte
- Aria Arbace L'onda del mar divisa
- Aria Artaserse Nuvoletta opposta al sole
- Aria Megabise Ardito ti renda
- Aria Artabano Figlio, se più non vivi
- Aria Mandane Mi credi spietata?
- Aria Semira Non è ver che sia contento
- Duetto Arbace e Mandane Tu vuoi ch'io viva, o cara
- Coro Giusto re, la Persia adora

## Trama
Le opere serie italiane del XVIII secolo sono quasi sempre ambientate in un passato remoto o leggendario, e costruite intorno a personaggi storici, pseudo-storici o mitologici. Il ruolo eponimo di Artaserse si ispira al personaggio storico del re Artaserse I di Persia, vissuto nel V secolo a.C., figlio di Serse I. Considerando che a Roma, capitale dello Stato Pontificio, nell'epoca barocca era proibito alle donne calcare il palcoscenico, tutti i ruoli femminili di quest'opera furono interpretati da castrati, così come i personaggi eroici di Arbace e Artaserse, mentre l'unico tenore si vide assegnare la parte del cattivo, Artabano (nello stile dell'epoca la voce maschile del tenore, o anche del basso, era utilizzata per personaggi maturi di padri o generali, per antagonisti di solito malvagi, oppure per servitori e consiglieri).

### Atto I
L'opera si apre nel giardino notturno del palazzo di Serse. Mandane, sua figlia, e Arbace, il figlio del generale Artabano, sono innamorati. Serse si è opposto al loro matrimonio e bandito Arbace dal palazzo e Arbace scavalca il muro che delimita il giardino. I due giovani manifestano l'un l'altra il loro amore e il loro dolore per essere stati allontanati. Arbace e Mandane si salutano mentre quest'ultima torna a palazzo, e Mandane chiede ad Arbace di non dimenticarla (Aria: Conservati fedele).
Nel frattempo arriva Artabano con una spada insanguinata. La sua ira per come Serse ha trattato suo figlio e il suo desiderio che Arbace diventi re l'hanno spinto ad assassinare Serse. Artabano confessa l'assassinio ad Arbace e scambia la sua spada insanguinata per quella del figlio. Arbace cade però in preda allo sconforto per la situazione in cui si trova, per il suo amore per Mandane e la sua amicizia con Artaserse (il figlio del re), e soprattutto per la crudeltà dell'atto (Aria: Fra cento affanni e cento). Arbace esce di scena e Artabano afferma che eliminare l'intera famiglia reale è l'unico modo per Arbace di diventare re. Artaserse, il figlio più giovane di Serse, arriva con un seguito di guardie. Artabano gli racconta della morte di suo padre e accusa Dario, il principe più anziano. Artaserse lo incarica quindi di vendicare suo padre uccidendo Dario, e Artabano vedendolo sconvolto dichiara che un figlio che uccide suo padre non è un figlio (Aria: Sulle sponde del torbido Lete).
Entra in scena Megabise, e Artaserse gli confessa il suo sconforto e la sua rabbia per l'accaduto. Megabise consola il principe e afferma che condannare a morte Dario è stata una forma necessaria di auto-difesa. Mentre Artaserse esce entra Semira, sorella di Arbace, che lo prega invano di restare; prima di uscire Artaserse le dichiara il suo amore (Aria: Per pietà, bell'idol mio). Semira percepisce un problema e Megabise le confessa l'accaduto, dichiarando indifferente che non gli importa chi sia sul trono di Persia. Dichiara poi il suo amore per Semira e afferma che combatterà contro Artaserse per la sua mano (Aria: Sogna il guerrier le schiere). Semira esprime il suo dolore per dover essere separata da Artaserse (Aria: Bramar di perdere).
A palazzo, Mandane e Artaserse si confidano a vicenda il proprio dolore. Artabano entra e annuncia l'esecuzione di Dario, rassicurando ancora una volta i fratelli della legittimità delle loro azioni. Entra però Semira, che rivela di aver visto fuggire il vero assassino dal giardino, con una spada insanguinata. Mandane pensa a questo punto che l'assassino possa essere Arbace e chiede che sia portato al suo cospetto. Megabise entra con un seguito di guardie che portano Arbace incatenato e lo dichiara l'assassino, ma Arbace continua a pronunciarsi innocente, anche dopo che Artaserse e Mandane chiamano in causa la spada insanguinata e il suo desiderio di usurpare Serse. Arbace chiede al padre di difenderlo, ma egli rifiuta, e Artaserse è costretto suo malgrado a pronunciarlo colpevole (Aria: Deh respirar lasciatemi). Artabano rifiuta di addossarsi la colpa per il figlio e lo disconosce (Aria: Non ti son padre). Semira afferma che lo supporterà quando avra prove in suo favore, ma che per il momento non può farsi dominare dai propri sentimenti (Aria: Torna innocente e poi). Anche Megabise lascia la scena, indifferente alla sorte di Arbace. Per ultima Mandane lo dichiara suo nemico prima di lasciarlo da solo sulla scena (Aria: Dimmi che un empio sei). Arbace si trova impossibilitato a dichiarare la sua innocenza per amore del padre (Aria: Vo solcando un mar crudele).

### Atto II
Artabano e Artaserse sono a colloquio, e mentre il primo esorta il principe a condannare a morte Arbace, Artaserse lo invidia per la sua forza d'animo e non è in grado di fare altrettanto. Il principe pensa che il silenzio di Arbace non sia prova della sua colpevolezza come sostiene Artabano, ma che ci sia un motivo ulteriore (Aria: Rendimi il caro amico). Artaserse esce e Arbace è portato sulla scena dalle guardie; Artabano gli espone il suo piano: Arbace uscirà di nascosto dal palazzo, mentre Artabano ucciderà la famiglia reale per assicurargli il trono. Arbace rifiuta inorridito (Aria: Mi scacci sdegnato!) ed è portato via dalle guardie. Artabano nonostante tutto non riesce a condannare il figlio, e quando Megabise nota la sua esitazione lo esorta a procedere velocemente; i due discutono i dettagli delle loro macchinazioni, che comprendono il matrimonio forzato tra Semira e Megabise (Aria: Amalo e se al tuo sguardo). Semira prega Megabise di risparmiarle il matrimonio, se la ama davvero, ma lui è disposto a sposarla anche contro la sua volontà (Aria: Non temer ch'io mai ti dica). Segue un colloquio tra Semira e Mandane, entrambe distrutte all'idea del tradimento di Arbace (Aria: Se d'un amor tiranno). Semira è indecisa sulla fazione da supportare in questa difficile situazione (Aria: Se del fiume altera l'onda). 
Intanto, nella Sala del Consiglio Reale, Artaserse teme di essere troppo inesperto per salire al trono di Persia. Megabise annuncia Semira e Mandane: la prima implora pietà per il fratello, la seconda che paghi per il suo crimine. Artaserse è indeciso; Artabano lo invita ancora una volta ad eseguire Arbace, ma Artaserse teme che Semira lo accusi di eccessiva crudeltà. Artaserse nomina Artabano giudice del processo del figlio, ma Mandane dubita della sua imparzialità. Arbace è portato al cospetto del tribunale e afferma nuovamente la sua innocenza, continuando a tacere però la verità: Artabano lo dichiara colpevole, lasciandolo inorridito (Aria: Per quel paterno amplesso). Mandane è scossa dalla crudeltà di Artabano (Aria: Va' tra le selve ircane) e Semira dal comportamento tirannico di Artaserse (Aria: Per quell'affetto). Sia Artabano che Artaserse ribattono di essere addolorati dalle proprie decisioni (Aria: Non conosco in tal momento). Tutti lasciano la scena e Artabano rimane solo; sconvolto dalle azioni che ha compiuto, spera che il figlio non pensi che Artabano lo abbia sacrificato per la propria salvezza (Aria: Così stupisce e cade).

### Atto III
In prigione, Arbace lamenta il suo destino (Arioso: Perché tarda è mai la morte). Artaserse, che dubita della sua colpevolezza, entra segretamente nelle prigioni per liberarlo; Arbace lo ringrazia e gli augura il meglio (Aria: L'onda dal mar divisa). Artaserse è convinto di star agendo giustamente (Aria: Nuvoletta opposta al sole).
Artabano, Megabise e gli altri cospiratori arrivano alla prigione per cercare Arbace, che è già fuggito. Artabano pensa che il figlio sia già stato giustiziato, e Megabise promette di aiutarlo a vendicarsi avvelenando la «sacra tazza» da cui Artaserse berrà all'incoronazione (Aria: Ardito ti renda). Artabano è devastato dalla morte del figlio e accetta di vendicarlo (Aria: Figlio, se più non vivi).
Nel frattempo, Mandane è ancora indecisa circa i suoi sentimenti per Arbace; Semira le porta notizie dell'esecuzione apparente di Arbace e accusa Mandane di essere stata troppo crudele, ma quest'ultima le rinfaccia di non comprendere il suo dolore (Aria: Mi credi spietata?). Semira comprende che insultare Mandane non la farà sentire meglio (Aria: Non è ver che sia contento). Intando Arbace entra di nascosto nel palazzo e trova Mandane, felice di vederlo vivo ma non ancora pronta a perdonarlo (Duetto: Tu vuoi ch'io viva, o cara).
All'incoronazione, Artabano porge ad Artaserse la coppa avvelenata. Il principe, circondato dai nobili, giura di mantenere i diritti, le leggi e le usanze dei suoi sudditi e fa per bere. Entrano in quel momento Semira e Mandane; quest'ultima porta notizie dall'entrata del palazzo: Arbace ha ucciso Megabise e i suoi uomini prima che questi potessero attentare alla vita del principe. Artaserse chiede ad Arbace di confermare la sua innocenza bevendo dalla coppa sacra. Artabano deve ora scegliere se vedere suo figlio morire o confessare i propri crimini; egli confessa e fa per attaccare Artaserse con la propria spada, ma Arbace minaccia di suicidarsi con il veleno se il padre proseguirà nel suo piano. Artabano getta la sua spada ed è trattenuto dalle guardie. Inizialmente Artaserse vorrebbe giustiziare Artabano per tradimento, ma Arbace lo prega di essere clemente: Artaserse, per amore dell'amico e di Semira, decide di commutare la pena in esilio. L'innocenza di Arbace è confermata oltre ogni dubbio e l'intero cast (compreso Megabise, che sarebbe morto) si riunisce sul palco a celebrare il regno del nuovo re Artaserse, giusto e misericordioso (Aria: Giusto re, la Persia adora).